# Parque nacional de Slītere
El Parque nacional de Slītere (en letón: Slīteres nacionālais parks) es un parque nacional en el distrito de Talsi, región de Kurzeme, en la costa oeste del país europeo de Letonia. Aunque formalmente fue establecido en el año 2000, se basa en la antigua Reserva natural de Slītere, una de las reservas naturales más antiguas en los Estados bálticos. Cubre un área de 265 kilómetros cuadrados (incluyendo 101 kilómetros cuadrados en el Mar Báltico), convirtiéndose en el parque nacional más pequeño en Letonia.
El parque nacional es famoso por los bosques de hoja ancha que cubren su antigua costa y por el complejo de dunas (llamado Kangari en letón) y depresiones (vigas) que muestran entre las dunas, algunos pantanos. La mayoría de los bosques de hoja ancha se encuentra en la "Zilie Kalni" o "Colinas azules", que son geológicamente una de las características más reconocibles del parque. Hace miles de años, el Zilie Kalni formó la antigua ribera de un lago de hielo del Báltico.